# Tagesschau (Marke)

Logo der tagesschau-Auftritte mit der charakteristischen Weltkugel

Die Tagesschau ist die zentrale Medienmarke der ARD für Nachrichten. Aus dem anfänglichen Angebot an die Zuschauer in Form einer Fernsehsendung zur Hauptsendezeit hat sie sich im Laufe der Jahrzehnte zu einer umfassenden multimedialen Nachrichtenplattform entwickelt. Besonders in den letzten Jahren hat die zuständige Redaktion ARD-aktuell die digitale Präsenz stark ausgebaut, um auf veränderte Mediennutzungsgewohnheiten und die wachsende Bedeutung mobiler und sozialer Medien einzugehen.

## Markenfamilie
Unter der Marke Tagesschau werden heute unter anderem die folgenden journalistischen Medienprodukte angeboten:

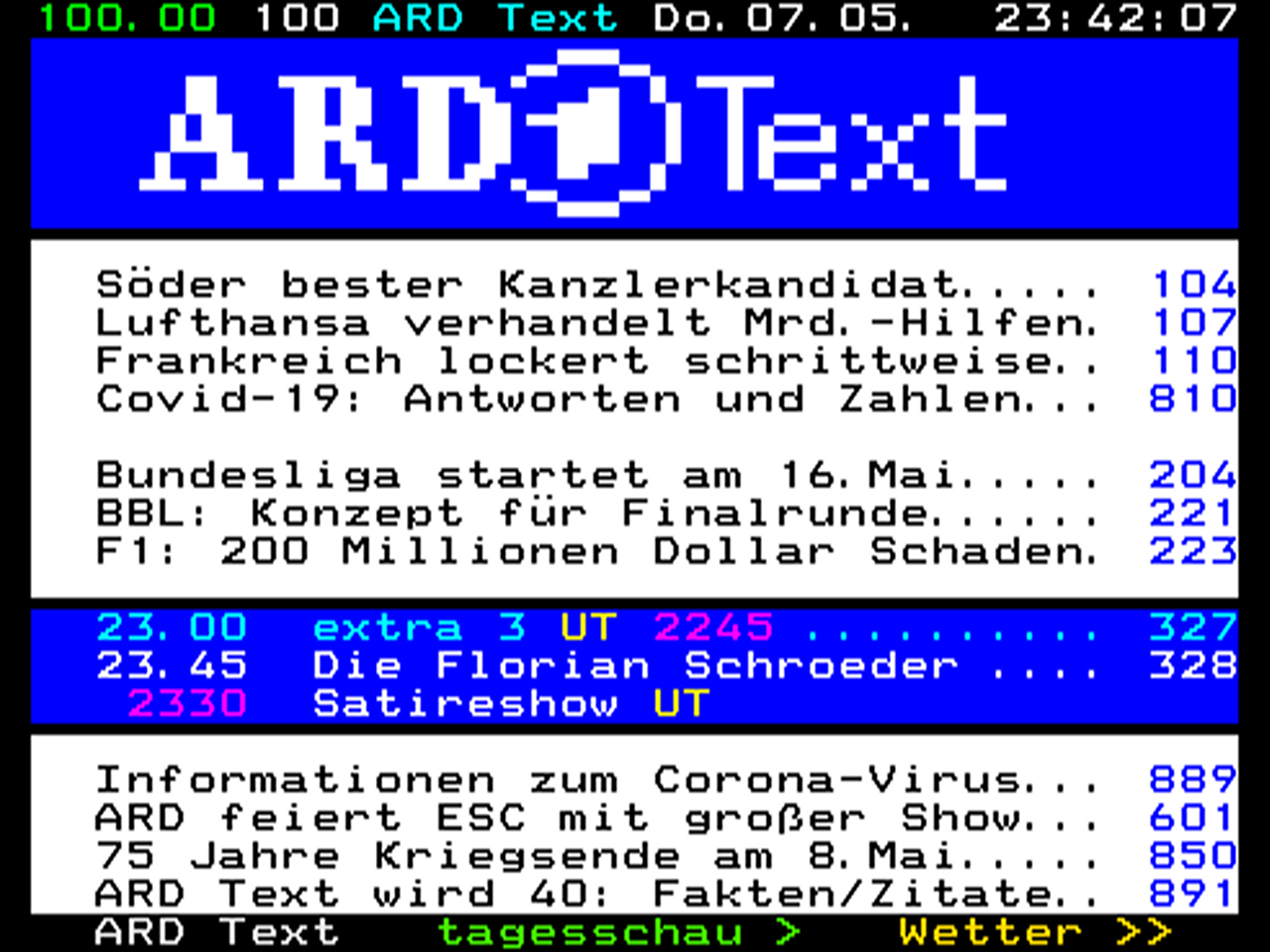
Der ARD-Text bezieht seine Nachrichten von der Tagesschau-Redaktion ARD-aktuell aus Hamburg.

- die Fernsehsendungen Tagesschau und Tagesthemen
- der Nachrichtensender Tagesschau24
- das Webportal Tagesschau.de
- die Tagesschau-App für Mobilgeräte
- Social-Media-Präsenz auf den Plattformen YouTube, Instagram, TikTok, Twitch, Facebook, Mastodon und X (ehemals Twitter)
- verschiedene Podcasts
- die Rubrik tagesschau & Information in der ARD Mediathek
- der Auftritt im Teletext der ARD[2]

Die Wortmarke Tagesschau ist seit dem 21. März 1984 unter der Nummer 1061269 für die Produktion von Fernseh-Nachrichtensendungen (Klasse 41) im Markenregister des Deutschen Patent- und Markenamts eingetragen. Markeninhaber ist der Norddeutsche Rundfunk. Des Weiteren existiert eine Unionsmarke tagesschau, die am 27. September 2012 registriert wurde und von allen Landesrundfunkanstalten der ARD gemeinsam gehalten wird.

## Social-Media-Auftritte
Die Tagesschau ist auf den gängigen Plattformem aktiv. Per Youtube werden die klassischen Fernsehsendungen Tagesschau und Tagesthemen zum Nachschauen angeboten (neben dem Livestream in der ARD-Mediathek), aber auch Clips aus tagesschau24 sowie eigene Produktionen der Social-Media-Redaktion. Über X (Twitter) werden automatisiert die Schlagzeilen von tagesschau.de getweetet. Für die anderen Plattformen werden spezifische Formate erstellt, z. B. Fotokacheln und Kurzvideos. Es sei eine schwierige Aufgabe, die oft komplexen Zusammenhänge hinter einer Schlagzeile auf wenige Worte plus Bild zu kondensieren, sagt André Steins als Leiter der Redaktion, weil nicht davon ausgegangen wird, dass die Nutzer die Begleittexte lesen. Auch das Community-Management gehört zu den Aufgaben der Social-Media-Redaktion, da etwa alle 3 Sekunden eine Rückmeldung empfangen wird, die ausgewertet wird. (Stand: 2021) Rund zwei Drittel der Follower sind jünger als 35 Jahre alt; in Schülergruppen ist die Erwartung vorhanden, dass wichtige Nachrichten zu ihnen hindiffundieren. Die Tagesschau hat es geschafft, ihre Reputation als Quelle von seriösen, gut recherchierten Nachrichten ins Netz zu übertragen – bzw. nicht durch die auf den Social-Media-Kanälen üblichen Kurznachrichten zu beschädigen.
Die Followerzahlen (Stand: April 2025) lauten:
- Instagram: 5,8 Millionen
- X (ehemals Twitter): 5,2 Millionen
- Facebook: 2,3 Millionen
- YouTube: 1,8 Millionen
- TikTok: 1,8 Millionen
- Mastodon: 69 Tausend

Im Oktober 2024 startete man auf der Gamingplattform Twitch zunächst als Pilotprojekt eine speziell für die junge Zielgruppe gestaltete Sendung Tagesschau together. Darin werden zwei bis drei aktuelle Themen intensiv mit der Community diskutiert. Übertragen wird die Sendung auf dem ARD-Twitch-Kanal. Produziert wird die Sendung von NDR und SWR.

## Podcasts
Im Oktober 2019 startete mit dem Podcast „Mal angenommen“ ein Zukunfts-Format, in dem ein fünfköpfiges Korrespondenten-Team aus dem ARD-Hauptstadtstudio in Berlin jede Woche eine aktuelle politische Idee in die Zukunft weiterdenkt und die möglichen Konsequenzen theoretisch durchspielt. Dieser Podcast wurde nach 141 Folgen zum Ende des Jahres 2024 eingestellt.
Der tagesschau-Podcast, 11KM, ging am 9. Januar 2023 erstmals auf Sendung. Der Name bezieht sich auf den 11 km unter dem Meeresspiegel liegenden tiefsten Punkt des Weltmeeres im Marianengraben und soll für den Tiefgang (die Tiefgründigkeit) der Podcastinhalte stehen. Produziert wird 11KM von NDR und BR. Am 3. Juni 2024 startete ein weiterer werktäglicher Podcast der Marke Tagesschau. In „15 Minuten. Der tagesschau-Podcast am Morgen“ sprechen zwei Moderatoren über die wichtigsten Themen des Tages. Produziert wird der Podcast gemeinschaftlich von NDR, WDR und MDR.

## Faktenfinder
Die ARD gründete im April 2017 das Ressort Faktenfinder zur Aufklärung von Fake News, das werktäglich mit 4 Redakteuren besetzt wurde (2 am Wochenende). Es soll nach eigenen Angaben dazu dienen, Phänomene wie Lügen, Gerüchte, Verschwörungstheorien und auch Hass im Netz zu verifizieren und ggf. entkräften. Im Internet kursierende Halbwahrheiten und Legenden mutieren zu „alternativen Fakten“, die es klarzustellen gelte. Ein weiteres Ziel der Faktenfinder-Gruppe ist die Entwicklung von Medienkompetenz bei Nachrichtenkonsumenten: wie sind gefälschte oder unseriöse Meldungen zu erkennen? Das Team um Projektleiter Patrick Gensing gehe dabei aktiv auf die Suche, untersuche auffällige Websites, Blogs und Foren und sammle Informationen, um Fake News zu entdecken und davor zu warnen. Weiterhin stelle sich die Redaktion der Frage, wie man die Auswirkungen von Falschnachrichten begrenzen könne und wie im Tagesgeschäft einer Nachrichtenredaktion am besten damit umzugehen ist.
Kritische Stimmen fragen zum Thema Faktencheck, warum die Aspekte der Faktenrecherche und der Relevanzprüfung einer dedizierten Redakteursgruppe zugewiesen wurden – dies sollte in jeder seriösen Redaktion der Standard ordenlichen Journalismus sein. Wenn die von finsteren Mächten lancierten Falschnachrichten seltener seien als gedacht, bestehe die Gefahr, dass Faktenchecker ihre Kapazitäten dazu benutzen, oppositionelle Andersdenkende auszugrenzen. Der Soziologe Nils Kumkar arbeitet in seinem Buch Alternative Fakten heraus, dass alternative Fakten auf einen politischen Konflikt hinweisen, der nicht durch einen Faktencheck geklärt werden kann. Auf die Probe gestellt wurde das Faktenfinder-Konzept während des Fallbeispiels „Pflanzensprengstoff“, einem Übersetzungsfehler im Rahmen der Berichterstattung zum Anschlag auf die Nord-Stream-Pipelines. Redaktionelle Fehler können immer auftreten, allerdings wurde kritisiert, warum bei dieser politisch sensiblen Berichterstattung das Vier-Augen-Prinzip vernachlässigt wurde und ein einzelner Redakteur mit dem Artikel alleine beauftragt wurde, was dem besonderen Qualitätsversprechen eines Faktenchecks widerspreche. Weiterhin sei die Reaktion auf den veröffentlichten Fehler relativ langsam gewesen: während der Spott über den Fehler in den Sozialen Medien tobte, blieb die dort auch tätige ARD-Nachrichtenredaktion lange untätig.

## Tagesschau-App

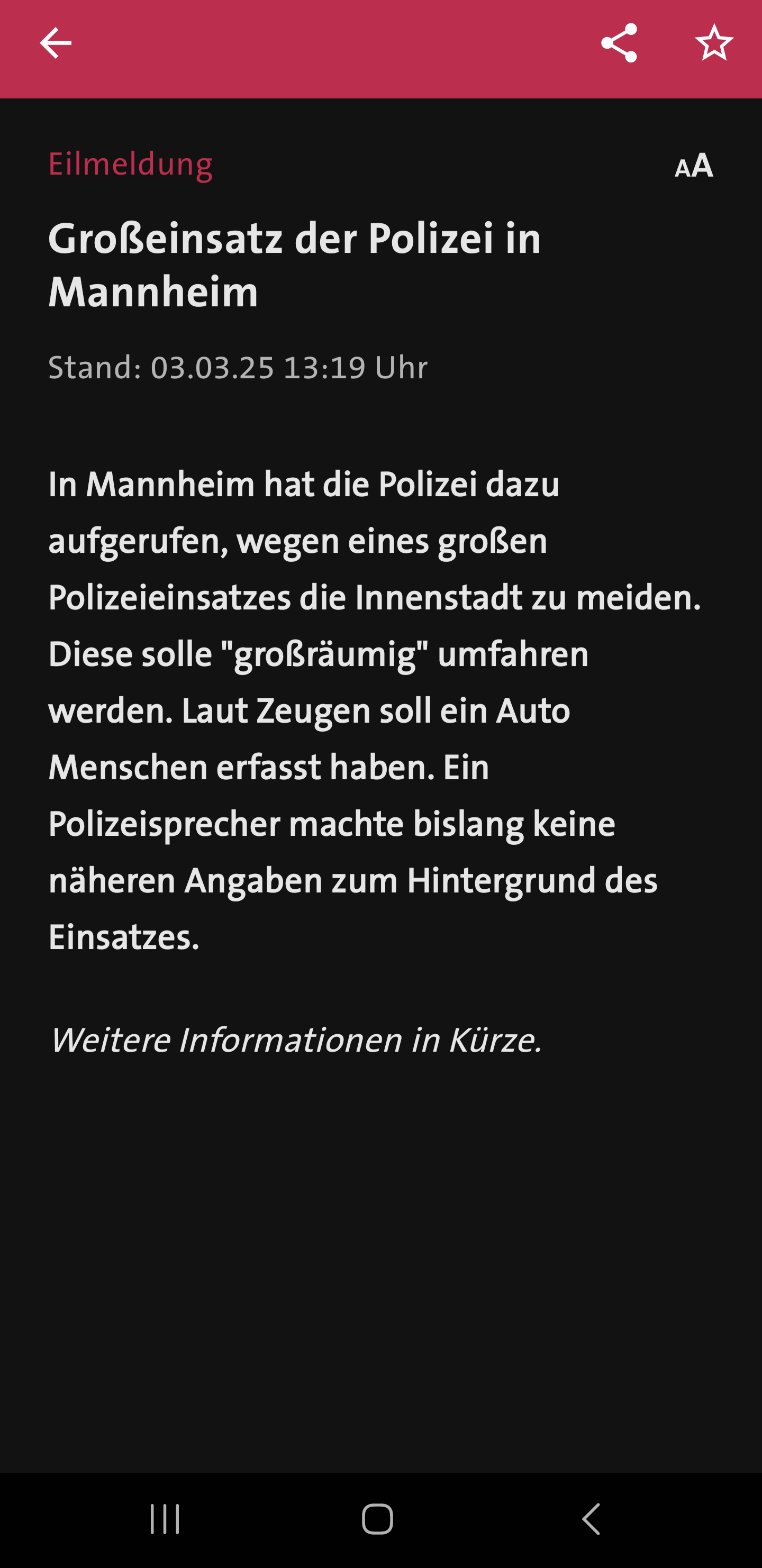
Eilmeldung in der Tagesschau-App

Ende 2009 wurde eine kostenlose Tagesschau-App für das iPhone und den iPod Touch für das erste Quartal 2010 angekündigt, was seitens Medien und Politik kritisiert wurde.
Die Axel Springer AG charakterisierte dieses Vorhaben in einer Pressemitteilung als „Wettbewerbsverzerrung“: Das Angebot entspreche dem einer Tageszeitung mit den Vorteilen des öffentlich-rechtlichen Rahmens.
Es folgte gleichlautende Kritik von Politikern (Wolfgang Börnsen, Bernd Neumann und Burkhardt Müller-Sönksen) sowie des Verbands Deutscher Zeitschriftenverleger.
Nachdem er als Chefredakteur im Gespräch mit der dpa die App angekündigt hatte und damit die Debatte startete, verteidigte Kai Gniffke in zwei Beiträgen seines Blogs die Pläne zur Veröffentlichung der Tagesschau-App.
Entgegen den Plänen, die Tagesschau-App bereits im ersten Quartal des Jahres zu veröffentlichen, startete das Angebot erst am 21. Dezember 2010. Über die vorerst kostenlose App sollen keine zusätzlichen Inhalte angeboten werden, vielmehr stellt das neue mobile Angebot nach eigenen Angaben von NDR-Intendant Lutz Marmor einen zeitgemäßen Service für die Zuschauer dar. Seit 2011 wird das Logo der Tagesschau-App auch im Vorspann gezeigt. Am 20. Juni 2012 gewann die Tagesschau-App den Grimme-Online-Award-Publikumspreis und im Oktober 2012 den Eyes & Ears Award.
Nachdem das Oberlandesgericht Köln im Dezember 2013 noch den sogenannten Drei-Stufen-Test als ausreichend erachtet hatte, um sicherzustellen, dass die Tagesschau-App kein presseähnliches Produkt darstellt, gab der I. Zivilsenat des Bundesgerichtshofs dem Revisionsantrag der klagenden Zeitungsverlage statt und verwies den Fall im April 2015 an die Vorinstanz zurück. Diese musste erneut prüfen, inwieweit die Inhalte der App zu starke Presseähnlichkeit haben und damit ein unlauterer Wettbewerb der öffentlich-rechtlichen Sender gegenüber den klagenden Printmedien vorliege. Die Gewerkschaft ver.di bedauerte in einer Pressemitteilung die Entscheidung gegen den NDR.
Im September 2016 bewertete das OLG Köln die App in ihrem Gesamtcharakter als nichtsendungsbezogenes presseähnliches Angebot. Die App mit den von den Klägern eingereichten Nachrichtenbeispielen vom 15. Juni 2011 ist damit als Telemedienangebot im Sinne des Rundfunkstaatsvertrags unzulässig.
Auch die aktualisierte personalisierbare App von 2016 wurde aus den gleichen Gründen erneut kritisiert, obwohl sie mehr Videoinhalte bietet.
Der NDR kündigte im Januar 2018 eine Verfassungsbeschwerde gegen dieses Urteil an, die jedoch im März 2022 vom Bundesverfassungsgericht abgelehnt wurde, da sich die gesetzlichen Grundlagen durch eine Gesetzesänderung 2019 maßgeblich verändert hätten. Durch diese Ablehnung ist das BGH-Urteil endgültig rechtskräftig.
Im Juli 2018 verkündeten BDZV und ARD eine Einigung im Streit um das Onlineangebot. Der Rundfunkstaatsvertrag wurde erneut abgeändert und um den Zusatz erweitert, dass Telemedien künftig im Schwerpunkt mittels Bewegtbild und Ton zu gestalten seien und Text nicht im Vordergrund stehen dürfe. Auf konkrete formale Vorgaben verzichtete man dabei.
Am 26. Januar 2021 wurde der Onlineauftritt der Tagesschau von der ARD-Redaktion neu aufgesetzt. Die neue Inhaltsdarstellung mit größerer Schrift und der Unterteilung von Meldungen in Ressorts sorgte für erneute Kritik des Bundesverbands Deutscher Zeitungsverleger (BDZV). Dieser stellte fest, dass die neue Internetpräsenz „auf den ersten Blick textreich“ erscheine und damit möglicherweise gegen die Vorgaben des Rundfunkstaatsvertrages verstoße, der seit 2018 auch vorsieht, „dass öffentlich-rechtliche Onlineangebote – also Websites und Apps – nicht so aussehen dürfen wie die Angebote von Verlagen im selben Medium.“ Der BDZV will dies intern prüfen. Die ARD dementiert den Vorwurf.
Ende 2024 entfachte der von der Rundfunkkommission der Länder vorgelegte Entwurfs des Reformstaatsvertrags die Debatte erneut. Während in der aktuellen Fassung Textinhalte lediglich „nicht im Vordergrund“ stehen dürfen, sieht der Reformentwurf nur noch „sendungsbegleitende“ Texte vor. Vertreter des öffentlichen Rundfunks sehen dadurch den „gesetzlichen Auftrag“ gefährdet, da die Produktion von Video- und Audioinhalten wesentlich länger dauere und die öffentlich-rechtlichen Nachrichtenportale so beispielsweise nicht auf rezente Ereignisse reagieren könnten. Der ARD-Vorsitzende Kai Gniffke schlug eine Selbstverpflichtung vor, etwa in Form einer Verlinkung der Artikel von Tagesschau.de auf Verlagsseiten oder einer Verkürzung der Zugriffsfristen. Der BDZV besteht jedoch nach wie vor auf einer gesetzlichen Regelung, da die bisherige Erfahrung mit freiwilligen Regelungen keine Besserung gezeigt habe.

## Rezeption
Der Begriff „Tagesschau“ ist markenrechtlich geschützt. Die taz musste ihre so bezeichnete Rubrik umbenennen, nachdem sie von der ARD verklagt worden war (sie heißt jetzt „verboten“). Das Vorhaben, die ProSieben-Nachrichten Anfang der 1990er Jahre Tagesbild zu nennen, wurde aufgrund einer behaupteten Verwechslungsgefahr und Rufausbeutung des Titels Tagesschau durch das Urteil des Hanseatischen Oberlandesgerichtes in Hamburg in zweiter Instanz unterbunden. In letzter Instanz unterlag die ARD jedoch im Jahr 2001 vor dem Bundesgerichtshof, der eine Verwechslungsgefahr verneinte. Weiterhin räumte der BGH Konkurrenten der Tagesschau ein, für eine tägliche Sendung einen Titel mit dem Wortbestand Tages- zu verwenden, da die Auswahl an aussagekräftigen Titeln begrenzt sei. Das Urteil wurde von ProSieben nicht genutzt, da man während des zehnjährigen Rechtsstreits von dem Projekt Tagesbild Abstand genommen hatte.
Zeit Online kritisierte 2023, die Tagesschau sei in ihrer Form als viertelstündiger Überblick des täglichen Geschehens – nach über sieben Jahrzehnten unverändertem Konzept – nicht mehr zeitgemäß. Um qualitativen Journalismus sicherstellen und die Zuschauer zielführend informieren zu können, müsste sie eine deutlich längere Sendezeit bekommen. Plattformkonform nutzt die Tagesschau die Darstellung einzelner Themen als Reel auf TikTok und Instagram und erreicht damit eine beachtliche Quote. Allerdings führt die Segmentierung zu einzelnen Themen zum Verlust eines allgemeinen Nachrichtenüberblicks für die Rezipienten. Das ARD-Studio relativiert in der Regel Einzelvorwürfe als völlig oder teilweise ungerechtfertigt. Sendeformat und Stil werden unter anderem mit der Orientierung am Publikum, der Beliebtheit der Sendung und den Erfordernissen komprimierter Übermittlung ausgewählter politischer Nachrichten begründet. Ferner wird betont, dass man mit dem als sachlich wahrgenommenen Nachrichtenformat gegen die boulevardisierenden Tendenzen der privaten Programme ankämpfe.

### Studien und Monografien
Otto-Brenner-Studie zur Flüchtlingskrise, 2017
In der Studie der Otto Brenner Stiftung unter Leitung von Michael Haller wurde die Berichterstattung von Tagesschau, tagesschau.de sowie weiterer reichweitenstarker Online-Medien und führender Printmedien zur Flüchtlingskrise in Deutschland 2015/2016 untersucht.:13 Es dränge sich der Eindruck auf, Zuschauer seien durch die Informationsüberflutung mit meist kontextlosen Nachrichten kognitiv überfordert worden,:17f was auch der tagesschau.de-Redaktion eine mangelnde Selektionsleistung attestiere.:132 Als ein Teilergebnis wurde auch für die Tagesschau festgestellt, dass große Teile der Journalisten ihre Rolle als neutraler Beobachter und den aufklärerischen Auftrag von Qualitätsmedien vernachlässigt haben.:146 Der Informationsjournalismus lieferte atypisch keine neutrale Sicht auf das Tagesgeschehen, sondern gab die Sichtweise der Berliner Politik-Elite wieder, ohne sie kritisch zu reflektieren. Es zeige sich, dass Teile der Bevölkerung zum etablierten Journalismus einen Vertrauensverlust entwickelten:142 – die Tagesschau unterstütze die Polarisierung.:19 Im Unterschied zur Tagesschau sei die Darstellung in tagesschau.de stärker ausdifferenziert gewesen.:22 Die Studie führte zu einer intensiven Kontroverse.
Und täglich grüßt die Tagesschau. Vom linearen zum digitalen Nachrichtenformat, 2023
Anlässlich des 70. Geburtstages der Tagesschau beschreiben Wissenschaftler und journalistische Praktiker die kommunikationswissenschaftliche, kultursoziologische und gesellschaftliche Relevanz der Tagesschau. Sie untersuchen die Entwicklung des Nachrichtenformats, das den gesellschaftlichen Alltag der Bundesrepublik mitprägte, sowie die Rolle der Sprecherinnen und Sprecher und der Eröffnungsfanfare als gesellschaftliches Vexierbild bzw. Grundmelodie. Komprimierte Fernsehnachrichten setzen Hintergrundwissen voraus und richten sich daher an vorgebildete Zeitungsleser. Zudem wird erklärt, welchen Einfluss die Bilder (z. B. das sich nur wenig ändernde Afrikabild, das Armut und Chaos zeigt) auf die Zuschauerinnen und Zuschauer haben und wie erfolgreich die Versuche der Tagesschau-Redaktion sind, auch die nachfolgenden Generationen Z und Alpha im Internet mit nachrichtenjournalistischen Inhalten zu erreichen. Die Veränderung der Fernsehlandschaft begann nicht erst Ende der 1990er Jahre mit der Digitalisierung und der Etablierung von Sozialen Netzwerken mit ihrer kommunikativen Gruppenstruktur, sondern seit dem Aufkommen des Privatfernsehens in den 80er Jahren, welches die Sehgewohnheiten veränderte. In Zukunft werde den Bildern eine weiter wachsende Bedeutung zukommen, auch wenn in Fernsehnachrichten die Illustrierung der Botschaften oft beliebig wirke.

### Auszeichnungen
- 2012: Grimme Online Award für die „Tagesschau“-App
- 2014: 1. Preis des Internationalen Eyes & Ears Awards für die Grafiken und Animationen von ARD-aktuell in der Kategorie Bestes Informations- oder Nachrichtendesign
- 2016: 2. Preis des Internationalen Eyes & Ears Awards für die „Tagesschau“ auf Instagram in der Kategorie Bestes Informations- oder Nachrichtendesign

## Trivia
Am 25. Jubiläum des Mauerfalls, dem 9. November 2014 sendete der Twitter-Account der Tagesschau ab 9 Uhr keine aktuellen Nachrichten, sondern wiederholte die Geschehnisse des 9. November 1989 unter dem Hashtag #mauerfall in Echtzeit. Zu diesem Anlass wurde das Logo im Profilbild durch ein entsprechendes Logo von 1989 ersetzt.
Am 1. Oktober 2020 gab die Tagesschau bekannt, ausgewählte Videos unter einer Creative-Commons-Lizenz im Internet zu veröffentlichen. Da die Beiträge unter der restriktivsten aller CC-Lizenzen (CC BY-NC-ND) stehen, dürfen sie weder verändert noch kommerziell eingesetzt werden. So ist eine Verwendung beispielsweise in der Wikipedia nicht möglich, hierfür wäre eine noch freiere Lizenz wie CC BY oder CC BY-SA notwendig.